# Stomiopera
Stomiopera és un gènere d'ocells de la família dels melifàgids (Meliphagidae ).

## Taxonomia
Segons la Classificació del Congrés Ornitològic Internacional (versió 10.2, 2020) aquest gènere està format per 2 espècies:
- Stomiopera unicolor - menjamel unicolor.
- Stomiopera flava - menjamel groc.